# Жердий, Евгений Николаевич

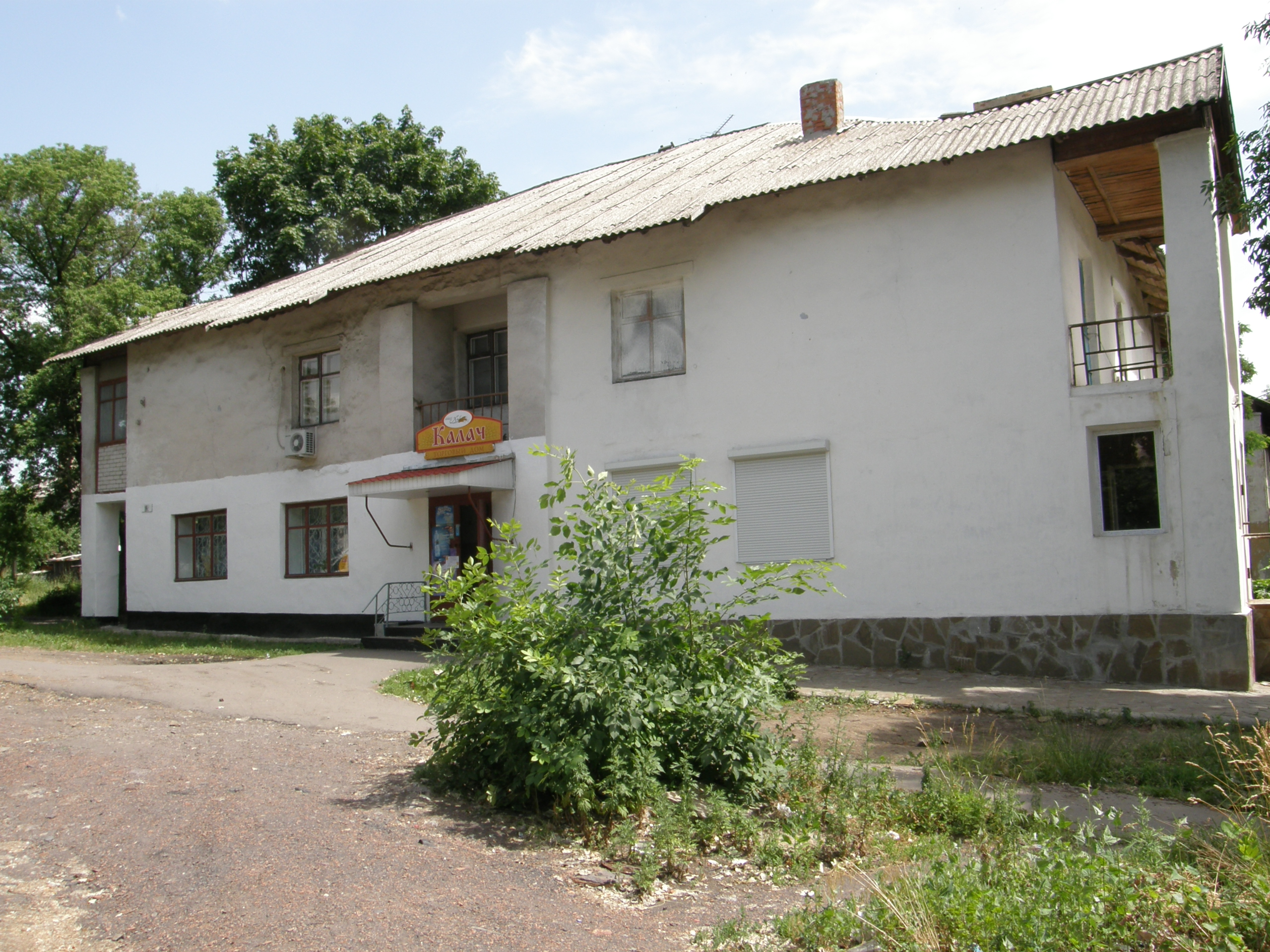
Дом Героя по улице Ленина в городе Новый Донбасс

Евге́ний Никола́евич Жерди́й (3 апреля 1918 — 14 июля 1942) — командир звена 273-го истребительного авиационного полка (268-я истребительная авиационная дивизия, 8-я воздушная армия, Юго-Западный фронт), участник Великой Отечественной войны. Герой Советского Союза (1942).

## Биография
Родился 3 апреля 1918 года в селе Великая Виска.
В 1929 году родители вместе с четырьмя детьми переехали в Донбасс, в посёлок шахты 18 города Снежное Донецкой области, тут же учился, получил среднее образование, окончив 10 классов школы. После работал на шахте. В 1937 году поступил в Чугуевское военное авиационное училище, после окончания которого работал инструктором лётного дела.
Участник Великой Отечественной войны с мая 1942 года. Воевал на Харьковщине. 14 июля 1942 года над селом Гусинка Купянского района принял бой с двумя истребителями (МЕ-109) противника. Одного Жердий Евгений Николаевич сбил, однако закончились боеприпасы, и он принял решение идти на таран. Протаранив второй истребитель, Жердий сумел покинуть свой истребитель, который потерял управление и начал падать, однако раскрыть свой парашют не успел.
За месяц боёв на Харьковщине лейтенант Жердий Е. Н. совершил 75 боевых вылетов, в которых лично сбил 4 истребителя противника, уничтожил десятки танков, орудий и другой техники, а также сотни солдат и офицеров противника.
Выписка из наградного листа Жердий Евгений Николаевича:

За короткий срок он подготовил для полётов на новых самолётах Як-1 два полка лётчиц: майора Расковой и майора Казариновой. В полку показал себя отличным специалистом и организатором…
Указом Президиума Верховного Совета СССР «О присвоении звания Героя Советского Союза начальствующему составу Красной Армии» от 5 ноября 1942 года за «образцовое выполнение боевых заданий командования на фронте борьбы с немецкими захватчиками и проявленные при этом отвагу и геройство» был удостоен посмертно звания Героя Советского Союза.
Евгений Жердий был захоронен на площади колхоза имени Фрунзе с. Дорошовка, Моначиновского с/с, Купянского района, Харьковской области.

## Награды
- Медаль «Золотая Звезда» Героя Советского Союза.
- Орден Ленина.
- Орден Красного Знамени.
- Медали.

## Память
- Именем Героя названа улица в городе Снежное Донецкой области.
- Имя Героя носила пионерская организация средней школы № 5 города Снежное Донецкой области, в которой он учился.
- Подвигу Героя посвящена часть экспозиции Снежнянского музея боевой славы[7].
- Мемориальная доска в селе Великая Виска.

## Примечание
1. ↑  В документах ОБД «Мемориал» Архивная копия от 10 мая 2012 на Wayback Machine значится звание старший лейтенант. ЦАМО, ф. 33, оп. 11458, ед. хран. 270. В наградных документах — лейтенант. ЦАМО, ф. 33, оп. 682524,  ед. хран. 482.
2. ↑  По некоторым данным Герой Советского Союза Жердий Евгений Николаевич родился 3 апреля 1918 года в селе Великая Виска ныне Маловисковского района Кировоградской области в семье крестьянина. 1918 год рождения указан во всех доступных на ОБД «Мемориал» Архивная копия от 10 мая 2012 на Wayback Machine документах. Информация о месте рождения Героя Архивная копия от 17 января 2013 на Wayback Machine получена из письма отца Героя с прошением о назначении пенсии, где указан обратный адрес Б.-Висковский район Сопроводительный документ к письму на ОБД «Мемориал» (недоступная ссылка).
В другом, более раннем, документе адрес отца указан как Сталинская обл., Снежнянский р-он, г. Н.-Донбасс, ул. Ленина, 16, кв. 1 Приказ об исключении из списков № 0639/пр. на ОБД «Мемориал» (недоступная ссылка).
3. ↑  В документах о выбытии старшего лейтенанта Жердий Е. Н. значится дата 14 июня 1942 года ПРИКАЗ № 03924 на ОБД «Мемориал» (недоступная ссылка).
4. ↑  Учился вместе с Клименко В. И. В мемуарах Виталий Иванович пишет: «Мы были разбиты на отделения в составе 10-12 человек. Командиром отделения у нас стал Павел Кулик, паренёк из Донбасса, старательный и дисциплинированный. Сосед по койке у меня был Женя Жердий». Клименко Виктор Иванович. Драбкин А. Я дрался на истребителе. Принявшие первый удар. 1941—1942. — М.: Яуза, Эксмо, 2006. — 512 с, ил. — (Война и мы). /ISBN 5-699-15419-1. Тираж 7000 экз.
5. ↑  Указ Президиума Верховного Совета СССР «О присвоении звания Героя Советского Союза начальствующему составу Красной Армии» от 5 ноября 1942 года // Ведомости Верховного Совета Союза Советских Социалистических Республик : газета. — 1942. — 7 ноября (№ 40 (199)). — С. 3. Архивировано 6 ноября 2021 года.
6. ↑  Донесение со списками захороненных стр. 186 на ОБД «Мемориал». (недоступная ссылка)
7. ↑  Снежнянский музей боевой славы на сайте Музеї України. Архивная копия от 15 июля 2011 на Wayback Machine